# Пушкин, Василий Львович
Васи́лий Льво́вич Пу́шкин (27 апреля [8 мая] 1766 — 20 августа [1 сентября] 1830) — русский поэт, дядя Александра Сергеевича Пушкина, его первый литературный наставник («Парнасский отец»).
Публиковался с 1793 года, с 1797 года оставил службу и занимался литературной деятельностью. Несмотря на дружбу с сентименталистами и романтиками (с 1816 года входил в литературное общество «Арзамас»), в литературном отношении оставался на позициях классицизма. Основное литературное наследие составляют анакреонтическая и эпикурейская лирика, шуточная поэзия, включая поэму «Опасный сосед». В русской литературной традиции остался как второстепенный поэт; несмотря на это, современники (включая В. А. Жуковского) отмечали его талант версификатора и переводчика и яркую индивидуальность. В 1822 году издал первое собрание своих стихотворений. Творчество Василия Львовича Пушкина позднего периода отмечено сильным влиянием племянника: стихотворная повесть «Капитан Храбров» (1829—1830) написана под впечатлением от «Евгения Онегина» и «Графа Нулина». Интерес к его наследию сохранился вплоть до XXI века. В 2013 году был открыт Дом-музей В. Л. Пушкина.

## Происхождение. Ранние годы
29 октября 1799 года 33-летний Василий Львович Пушкин подал прошение о внесении герба рода Пушкиных в «Общий гербовник дворянских родов Российской империи»; оно было передано через Московское дворянское депутатское собрание. Необходимые генеалогические изыскания велись, по-видимому, в Московском архиве Коллегии иностранных дел, начальником которого служил друг детства В. Л. Пушкина — А. Ф. Малиновский. Герб был заверен московским предводителем дворянства — князем А. И. Лобановым-Ростовским. 19 января 1800 года прошение В. Л. Пушкина было удовлетворено; представители рода (включая покойного отца и только что женившегося брата) были внесены в дворянский список по Московскому уезду.
Легендарными основателями рода считались сподвижники Александра Невского — Ратша и Гаврила Алексич. К середине XVII века Пушкины поднялись в чине до бояр; Гаврила Григорьевич Пушкин в 1650 году был полномочным послом в Польше. Отец Сергея и Василия Пушкиных — Лев Александрович — рано остался сиротой, унаследовав обширную московскую усадьбу по Божедомскому и Самотёчному переулкам, а также деревни, в том числе Болдино в Нижегородской губернии; всего — более трёх с половиной тысяч крепостных душ. Первым браком он был женат на Марии Матвеевне Воейковой, из-за которой в 1756 году произошла скандальная история: приревновав жену к венецианскому подданному гувернёру Х. Меркади, Лев Александрович подверг его заточению в домашней тюрьме. Суд Военной коллегии оставил его по месту службы в Семёновском гвардейском полку. В 1761 году он был отправлен в отпуск. Семейная легенда утверждала, что после переворота 1762 года Л. А. Пушкин остался верен Петру III, однако, судя по сохранившимся документам, он участвовал в торжественном въезде Екатерины II в Москву и коронации. В 1763 году Лев Пушкин женился на Ольге Васильевне Чичериной, принёсшей мужу богатое приданое; новая императрица отправила его в отставку с повышением в чине до подполковника.
Василий Пушкин появился на свет в усадьбе на Божедомке 27 апреля 1766 года; имя получил по дню памяти священномученика Василия, епископа Амасийского и был крещён в Троицкой слободе. О детстве и юности В. Л. Пушкина практически не сохранилось сведений. Его брат Сергей Львович уже на закате жизни в печатном виде выступил с опровержением легенды о жестокости отца — Льва Александровича, создав даже картину семейной идиллии. Василий и Сергей Пушкины получили домашнее воспитание; в заметках А. С. Пушкина кратко перечислены имена их наставников-французов. Братья в совершенстве овладели французским, английским, немецким, итальянским, латинским языками; по-французски они были способны сочинять стихи.
Достигнув совершенных лет, Василий Пушкин был принят в московском обществе и имел успех в салонах благодаря открытости, остроумию и умению писать стихотворные импровизации и декламировать. В позднейших мемуарах Ф. Ф. Вигеля имеется следующее свидетельство:

…в восемнадцать лет на званых вечерах читал он длинные тирады из трагедий Расина и Вольтера, авторов мало известных в России, и таким образом знакомил её с ними; двадцати лет на домашних театрах играл он уже Оросмана в «Заире» и писал французские куплеты. Как мало тогда надобно было для приобретения знаменитости.

## Петербург — Москва (1791—1802)

### Гвардия
Любезный мой Камин, товарищ дорогой,

Как счастлив, весел я, сидя перед тобой!

Я мира суету и гордость забываю,

Когда, мой милый друг, с тобою рассуждаю;

Что в сердце я храню, я знаю то один;

Мне нужды нет, что я не знатный господин;

Мне нужды нет, что я на балах не бываю

И говорить бон-мо на счет других не знаю;

Бо-монда правила не чту я за закон,

И лишь по имени известен мне бостон.

Обедов не ищу, незнаем я, но волен;

О милый мой Камин, как я живу доволен.

Читаю ли я что, иль греюсь, иль пишу,

Свободой, тишиной, спокойствием дышу.
С 1773 года Василий и Сергей Пушкины были зачислены на военную службу в Измайловский лейб-гвардии полк, 24 ноября 1777 года оба одновременно получили чин сержанта. До самой кончины отца в октябре 1790 года братья Пушкины оставались дома, ведя свободный образ жизни. О статусе и репутации Л. А. Пушкина свидетельствует тот факт, что после его смерти митрополит Платон лично отслужил панихиду и пожелал похоронить его не на кладбище, а в церкви Донского монастыря. 1 января 1791 года братья Пушкины, одновременно с И. Мальцовым, были пожалованы первым офицерским чином прапорщика. Собственно о военной службе Василия Львовича Пушкина почти ничего не известно. Сохранились приказы о присвоении ему звания подпоручика (1794), а 28 ноября 1796 года он ушёл в отставку в звании гвардии поручика. Во время военной службы произошло знакомство В. Л. Пушкина с И. И. Дмитриевым; преимущественно он вёл светский образ жизни. Среди других столичных знакомств Василия Пушкина была Екатерина Долгорукова, с которой он продолжал общаться и в Париже, и в Петербурге уже в 1810-е годы.
Судя по воспоминаниям П. А. Вяземского, Василий Пушкин входил в столичное «дружеское и несколько разгульное общество, под именем „Галера“». В его бумагах сохранился куплет песни, распевавшейся В. Пушкиным в последний день Масленицы:
Плыви, Галера! веселися,

К Лиону в Маскарад пустися,

Один остался вечер нам!

Там ждут нас фрау-баронесса

И сумасшедшая повеса,

И Лиза Карловна уж там.
Имена перечисленных дам полусвета остались неизвестными позднейшим исследователям. В то же время В. Пушкин не любил карточной игры и застолий, предпочитая светские беседы. Через И. И. Дмитриева он смог познакомиться с Г. Р. Державиным и литераторами его круга. Вполне возможно, что и знакомство с Н. М. Карамзиным состоялось, ещё когда Василий Львович служил в гвардии. Почти символическая военная служба тяготила Пушкина, он даже брал шестимесячный отпуск, о котором вспоминал в поздней повести «Любовь первого возраста».

### Литературный дебют. Женитьба
Досуг Василия Львовича был посвящён и сочинительству: в № 11 журнала «Санкт-Петербургский Меркурий» за 1793 год было напечатано стихотворение «К Камину». Василий Пушкин скрыл своё имя за подписью «…нъ». По мнению Н. Михайловой, дебют был многообещающим: Василий Пушкин явно продемонстрировал интерес к внутреннему миру образованного дворянина, к жизни частного человека вообще, отказу от материальных ценностей и утверждению ценностей духовных. Соединение лирики с сатирой было в известной степени новаторским, с другой стороны, меланхолическая мечта об уединении у камина была, скорее, фантазией светского молодого человека. Гражданственные мотивы — честь, почитание законов и служение Отечеству — в стихотворении нисколько не мешают тёплым чувствам к друзьям и чувствительности сердца.
Во время московского отпуска 1794 года в журнале «Приятное и полезное препровождение времени» увидела свет «К лире. Анакреонтическая ода», а в течение 1795 года в этом же журнале увидели свет семь стихотворений Василия Львовича. Шесть из них были лирическими, а седьмым был неудачный опыт перевода «Отрывок из Оссиана. Колма». Источником лирических переживаний стало знакомство с Капитолиной Михайловной Вышеславцевой, двенадцатью годами моложе Пушкина возрастом. По отзывам современников, она была замечательной красавицей. Ей посвящены стихотворения «Дворцовый сад» и «К Хлое». 15 июля 1795 года В. Л. Пушкин обвенчался с Вышеславцевой в храме Троицы Живоначальной — том же самом, где был крещён. Об их семейной жизни почти не осталось свидетельств; во всяком случае, по окончании отпуска молодой супруг убыл к месту службы, а жена осталась в Москве; только в следующем 1796 году они вместе навестили Гатчину. После выхода в отставку Василий Львович был пожалован чином коллежского асессора и вернулся в Москву.

### Семейная жизнь. Поэтическое творчество
В 1797 году мать Василия Львовича продала наследственную усадьбу и переехала с чадами и домочадцами в дом в Малом Харитоньевском переулке. В 1801 году и Сергей Львович Пушкин с женой и сыном снял дом на этой улице. Соседом Пушкиных с 1799 года стал вышедший в отставку И. И. Дмитриев, который постоянно общался не только с Василием Львовичем, но и с Василием Жуковским.
В литературной Москве В. Л. Пушкин был принят в домах М. М. Хераскова и Н. М. Карамзина, который продолжал публиковать его стихотворения. Он расширил круг публикаций и печатался в альманахе «Аониды» и журнале «Вестник Европы». Важным этапом в его становлении как поэта стала сатира «Вечер» (1798), в которой находили предвосхищение типажи и коллизии комедии А. С. Грибоедова «Горе от ума». Картина московского общества дана в остро негативном ключе, характерны имена персонажей: Стукодей, Змееяда, Скопидомов, Вралев, Буянов… Это — несносные говоруны, враги просвещения, искатели знатности и богатства; с сочувствием показаны лишь редкие исключения, которым «не нужно золота — давай Жан Жака в руки». Прямого обличения ещё нет, но уже намечены подступы к нему:
Сосед мой тут умолк; в отраду я ему

Сказал, что редкие последуют тому;

Что Миловых князей у нас, конечно, мало;

Что золото копить желанье не пропало;

Что любим мы чины и ленты получать,

Не любим только их заслугой доставать;

Что также здесь не все охотники до чтенья;

Что редкие у нас желают просвещенья;

Не всякий знаниям честь должну воздаёт,

И часто враль, глупец разумником слывёт;

Достоинств лаврами у нас не украшают;

Здесь любят плясунов — учёных презирают.
Стихотворение имело резонанс и в Европе: в 1810-е годы К. Ф. фон дер Борг перевёл «Вечер» на немецкий язык.
В стихотворном «Письме к И. И. Д.» (то есть И. И. Дмитриеву) Василий Пушкин с определённостью осветил свою литературную позицию. В первую очередь он высмеял современных ему «плакс»-сентименталистов, но далее с симпатией описан ряд литературных авторитетов, начиная с самого И. И. Дмитриева — «любезного певца», который «вслед шествуя Анакреону // От Граций получил венец»; «милого, нежного» Н. М. Карамзина, который «в храм вкуса проложил дорогу»; «отечества усердного, верного сына» М. М. Хераскова. Декларированы и собственные представления: «Не крючковата мысль творит прекрасным стих. // Но плавность, чистота, души и сердца чувство…». Благодаря шурину — Михаилу Михайловичу Вышеславцеву — на рубеже веков расширился жанровый репертуар Василия Львовича. В 1798—1801 годах Вышеславцев издал в двух книгах антологию духовной лирики русских поэтов «Приношение религии», включавшую сочинения М. В. Ломоносова, Г. Р. Державина, М. М. Хераскова, И. И. Дмитриева, Н. М. Карамзина, других авторов, а также самого М. М. Вышеславцева и В. Л. Пушкина. Ирмосы последнего свидетельствуют о его религиозных чувствах. Стихотворений, посвящённых жене, в эти годы Василий Львович практически не писал.
После восшествия на престол Александра I чета Пушкиных активно вращалась в свете. Летом 1801 года в имении Марфино состоялось знакомство В. Л. Пушкина с Ф. Ф. Вигелем, который зафиксировал некоторые его жизненные обыкновения: «Василий Львович мало заботился о политике, но после стихов мода была важнейшим для него делом». Н. М. Карамзин написал комедию «Только для Марфина», в которой играли сам Николай Михайлович, В. Л. Пушкин, Ф. Ф. Вигель.
24 января 1802 года скончалась мать Василия Львовича — Ольга Васильевна; раздел наследства последовал в феврале. За Василием и Сергеем Львовичами закреплено было болдинское имение.

## Заграничное путешествие (1803—1804)
Отъезд Василия Львовича Пушкина за границу был объявлен 22 апреля 1803 года в «Московских ведомостях»; его сопровождал камердинер — Игнатий Хитров, который, как и его хозяин, занимался сочинением стихов. О пребывании В. Л. Пушкина за границей свидетельствуют и направленные Н. М. Карамзину из Берлина и Парижа письма 1803 года, тогда же напечатанные в «Вестнике Европы». Сохранилось и некоторое количество французских свидетельств, включая дневник парижской барышни, с которой общался Василий Львович. Первым городом, описанным Пушкиным, была Рига, пребывание в которой длилось 5 дней. Знакомство с купцом Эльснером оказалось полезным в плане рекомендаций в Париже. Далее путь лежал через Данциг, описание которого не публиковалось, поскольку было сделано самим Карамзиным в «Письмах русского путешественника». В Берлине Василий Львович общался с Августом Коцебу и побывал на премьере его пьесы «Проделки пажей». Помимо литературно-художественной среды (живописи Ангелики Кауфман), Василия Львовича привлёк Институт глухонемых и дом для умалишённых. В июле 1803 года Василий Пушкин прибыл в Париж.
Париж и был конечной целью Василия Львовича, франкофилия которого была хорошо известна в Москве и Петербурге. Это было отражено и в шуточном стихотворении И. И. Дмитриева «Путешествие N. N. в Париж и Лондон, писанное за три дня до путешествия»:
Друзья! сестрицы! Я в Париже!

Я начал жить, а не дышать!

Садитесь вы друг к другу ближе

Мой маленький журнал читать:

Я был в Лицее, в Пантеоне,

У Бонапарта на поклоне;

Стоял близёхонько к нему,

Не веря счастью своему.
Н. Михайлова, впрочем, утверждала, что это была мистификация и что на самом деле стихотворение было написано самим путешественником уже после его возвращения. Оно известно из многих мемуаров.
Особой цели путешествие в Париж не несло; Василий Львович был аполитичен и не отягощён служебными обязанностями. Главным его проводником был Н. М. Карамзин, посвятивший Пушкину целый день перед отъездом и дававший указания, какие места надлежит посетить в первую очередь. В «Письмах русского путешественника» и в «Письме русского путешественника из Парижа от 12 сентября 1803 г.» В. Пушкина можно обнаружить немало совпадений: посещение Версаля, Трианона, парижских спектаклей, училища глухих и немых и метафизика Сикара. По мнению Н. А. Рудиковой, Париж Василия Пушкина — это в первую очередь персоносфера. Благодаря мягкости характера и остроумию он быстро заводил знакомства, а происхождение позволяло общаться в самых высших кругах. Поскольку в России складывался самый настоящий «культ» Наполеона Бонапарта, Василий Львович побывал у него на приёме, оставив следующее описание:

Мы были в Сен-Клу представлены первому консулу. Физиономия его приятна, глаза полны огня и ума; он говорит складно и вежлив. Аудиенция продолжалась около получаса. Там, в большой зале, стоит картина, изображающая Федру с Ипполитом. Она есть славное произведение живописца Гереня. Федра сидит подле Тезея; меч Ипполитов в её руках, на бледном лице её изображается любовь и отчаянье. Ипполит, кажется, говорит: «Le jour n'est pas plus pur que le fond de mon coeur». Расин, увидев эту картину, конечно, обнял бы Гереня от всего сердца. Нас представляли также и госпоже Бонапарте, которая принимает всех с величайшей любезностью.
По мнению Н. Михайловой, самое примечательное в этом пассаже — в центре внимания мемуариста находился не Наполеон, а картина модного тогда Пьера Герена на сюжет трагедии Расина, которую Василий Львович знал с детства. Бонапарт оказывался только одной из парижских достопримечательностей. Между тем Пушкин оказался на официальном приёме, состоявшемся 4 сентября 1803 года, причём русскую делегацию представлял Пётр Яковлевич Убри, поверенный в делах России при полномочном министре А. И. Моркове, а в делегации состояли князь Пётр Васильевич Лопухин, действительный тайный советник, сенатор, председатель Государственного совета, Николай Михайлович Бороздин, генерал-лейтенант, Александр Алексеевич Тучков 4-й и некоторые другие. В описании русской делегации в «Gazette nationale, ou le Moniteur universel» В. Л. Пушкин ошибочно (или для соответствия остальным) был назван подполковником.
Познакомился русский аристократ и с писательницей Жанлис и госпожой Рекамье, подружился с поэтами Дюсисом и Делилем, критиком Жоффруа, брал уроки у знаменитого трагика Тальма. Кажется, всё виденное вызывало безусловное восхищение, в письмах В. Л. Пушкина нет неоднозначных оценок, выносимых Карамзиным. Будучи патриотом своей Родины, Василий Львович попытался познакомить французов с русской культурой и перевёл на французский язык несколько старых русских песен, опубликованных в «Mercure de France» в 1803 году (том XIII, № 111) под заглавием «Chansons traduites du russe» с указанием, что перевод принадлежит m. Wassily de Pouchkin. В журнале были представлены четыре песни, которые в русском варианте звучат как «Ты воспой, воспой, млад жаворончик», «Ах ты сад ли мой садочек», «Как доселова у нас братцы через тёмный лес» и «На восход красна солнышка». Перевод смысловой — пересказано лишь содержание песни, не было сделано попыток передать особенности поэтики и поэтического стиля. Это было и невозможно для классициста-Пушкина, который не мог передавать просторечья как «вульгарного»; напротив, Василий Львович усилил лирическое начало песен, акцентируя женское «Я». По мнению Н. Рудиковой, он совершенно верно адаптировал фольклорную поэзию ко вкусам образованных французских читателей.
Весной 1804 года В. Пушкин отправился в Великобританию, но от этой поездки почти не осталось документальных свидетельств. Вскоре он морским путём вернулся в Россию.

## Москва — Петербург — Нижний Новгород (1806—1813)

### Бракоразводный процесс
Ещё 13 августа 1802 года Капитолина Михайловна Пушкина подала прошение о «расторжении брака ея с оным мужем за прелюбодейную его связь с вольноотпущенною девкою». Супруги сразу же разъехались, хотя это было запрещено законом, и в результате разразился скандал в высшем свете. О его масштабе свидетельствует тот факт, что новость о разводе Пушкиных А. Я. Булгаков сообщал из Неаполя в Вену своему брату Константину, и было это 30 сентября. Бракоразводный процесс, однако, затянулся на четыре года; он продолжался и во время отъезда Василия Львовича за границу. Наконец, 8 февраля 1806 года В. Л. Пушкин обратился к обер-прокурору Святейшего Синода А. Н. Голицыну с просьбой о завершении процесса. Именно документы 1806 года и составляют основную источниковую базу по этим событиям. Примечательно, что слухи, циркулировавшие в высшем свете, и собственное обращение В. Л. Пушкина в Синод объявляли основной причиной расторжения брака желание Капитолины Михайловны выйти замуж за другого. Сам Василий Львович объяснял разрешение начать процесс «беспамятством». Вместе с тем преосвященный Августин — викарий Московский — в письме в Синод пояснял, что В. Л. Пушкин прямо признал нарушение супружеской верности и сильную привязанность к бывшей дворовой девке Аграфене Ивановой, которая сопровождала его в зарубежной поездке. В результате указом Синода от 22 августа 1806 года:

…Его, Пушкина, за прелюбодейство от жены по силе Анкирского собора, 20 пр. подвергнуть семилетней церковной епитимии, с отправлением оной через шесть месяцев в монастыре, а прочее время под смотрением духовного его отца, с тем, что оный, смотря на плоды его покаяния, может ему возложенную епитимию и умалить.
В том же 1806 году Капитолина Михайловна вышла замуж за сослуживца Василия Львовича — Ивана Мальцова.

### Светская жизнь
Из Парижа в Москву Василий Львович привёз огромную библиотеку, последние достижения моды и собственный портрет, сделанный в мастерской Э. Кенеди в технике физионотраса. Профиль портретируемого проецировали на медную пластинку с реактивом, возникающие слабые штрихи в присутствии заказчика гравировалась и печатались. П. А. Вяземский так характеризовал его:

Парижем от него так и веяло. Одет он был с парижской иголочки с головы до ног; причёска à la Titus, углаженная, умащенная huit antique. В простодушном самохвальстве давал он дамам обнюхивать свою голову.
Впрочем, Филипп Филиппович Вигель следующим образом описывал внешность Василия Львовича:

Сам он был весьма некрасив. Рыхлое, толстеющее туловище на жидких ногах, косое брюхо, кривой нос, лицо треугольником, рот и подбородок a’la Charles-Quint, а более всего редеющие волосы не с большим в тридцать лет его старообразили. К тому же беззубие увлаживало разговор его, и друзья внимали ему хотя с удовольствием, но в некотором от него отдалении. Вообще дурнота его не имела ничего отвратительного, а была только забавна.
Получив в 1806 году развод, В. Л. Пушкин был обречён на безбрачие. Однако в 1810 году он вступил в фактический брак с 16-летней Анной Николаевной Ворожейкиной, «мещанкой московской слободы Лужники Крымские» (её брат торговал шёлком). Она родила Василию Львовичу двух детей — дочь Маргариту (родилась в 1810 году) и сына Льва (родился в 1812-м), и они не расставались до самой его кончины, но по условиям епитимьи не могли обвенчаться
Далее Василий Львович стал вести прежний образ жизни. Основной круг его общения включал литераторов — И. И. Дмитриева, Н. М. Карамзина, П. И. Шаликова, А. М. Пушкина, В. А. Жуковского. Появились и новые знакомые — К. Н. Батюшков, П. А. Вяземский; с последним он сильно сдружился, несмотря на 26-летнюю разницу в возрасте. В 1808 году И. И. Дмитриев напечатал отдельной книжечкой тиражом всего пятьдесят экземпляров «Путешествие NN в Париж и Лондон». Это миниатюрное издание предназначалось для друзей и было украшено виньеткой с изображением В. Л. Пушкина, сидящего в кресле и внимающего Тальма с книгой в руке. Данное издание привело на некоторое время к ссоре Пушкина и Дмитриева, поскольку декларировать галломанию и знакомство с Наполеоном становилось небезопасно. С 1810 года Пушкин сделался одним из старост Английского клуба. В 1811 году он стал соучредителем Общества любителей российской словесности при Московском университете. Однако серьёзные занятия литературой перемежались со светскими забавами: в том же 1811 году была устроена «карусель» — некое подобие рыцарского турнира: на арене молодые люди состязались в верховой езде, в умении метать копьё, стрелять из пистолета, биться на шпагах. В. Л. Пушкин по этому случаю выпустил в свет брошюру «О каруселях», в которой представил обстоятельный исторический очерк рыцарских турниров в Европе и России, перечислив участников «нынешнего каруселя». Своё сочинение он посвятил «благородному московскому обоего пола сословию». В светских салонах сочинённые им буриме вспоминали ещё через полвека после кончины. Л. Н. Толстой в черновиках романа «Война и мир» при описании дома Жюли Курагиной вывел Василия Львовича под собственным именем. По мнению Н. Михайловой, в окончательный вариант он не попал, поскольку своими положительными чертами слишком напоминал Пьера Безухова.

### Василий Пушкин и масонство
По словам Ю. М. Лотмана (в «Беседах о русской культуре»), вокруг Василия Пушкина сложился «биографический миф», состоящий в основном из анекдотов. Данный миф может быть прочтён как в высоком, так и низком жанровом ключе. С течением времени «весёлая литературная репутация Пушкина полностью вытеснила серьёзную масонскую». Когда М. Е. Халчинский в 1900 году попытался определить природу религиозности В. Л. Пушкина и обозначил её как «просвещенческую», это вызвало резкую отповедь Н. Пиксанова.
Как счастлив тот, кто постигает

Творца всю благость и любовь,

Кто страсти победить желает

И выйти тщится из оков;

Кто очищая дикий камень,

Полезным в жизни хочет быть,

В душе хранит небесный пламень,

Умеет ближнего любить.

Он узрит Свет!.. Храм Соломонов

Для мудрых только отворен,

Кто братских знает цель законов,

Кто им повинен, тот блажен!

Коварства, злобы мы не знаем,

Наш первый долг добро творить,

Мы ищем манны, ожидаем,

Трудимся, чтоб её вкусить.
И. Ю. Виницкий в коллекции масонских песен и кантов РНБ обнаружил подписанный автограф масонской заздравной песни к празднику покровителя русских масонов Св. Иоанна Крестителя (фрагмент её приведён во врезке). Без указания имени автора оно было помещено в «тайный» печатный сборник масонских песен, так называемую «Новую книжку». Текст характеризовался исследователем как «профессиональное масонское стихотворение».
Василий Львович Пушкин вошёл в состав петербургской ложи «Соединённых друзей» в возрасте 43 лет, в 1810 году (ложа работала на французском языке и по французской системе). Однако даже современники Пушкина зачастую относились к его масонству как ещё одному штриху к его фальстафовскому образу. Вполне вероятно, что интерес к франкмасонству мог возникнуть у него значительно ранее, поскольку альманах М. М. Вышеславцева «Приношение религии» тоже был «околомасонским». Некие масонские веяния вполне могли коснуться его и в зарубежной поездке, поскольку немалое число русских дворян входили в состав лож Берлина или Парижа. Наконец, епитимья, наложенная на него в 1806 году, также могла подтолкнуть его к духовным исканиям вне официальной церкви. И. Ю. Виницкий также проводил аналогии с образом Пьера Безухова, некогда женатого на первой красавице Москвы, обратившегося к масонству после скандального разрыва с ней. Масонская карьера Пушкина развивалась быстро: уже в 1810 году он достиг степени «избранника великого Шотландца», что, по-видимому, свидетельствовало о неких заслугах перед братством. Отчасти он, по-видимому, воспринимал ложу с её иерархией как замену государственной службы. В ложу «Соединённых друзей» входили как военные, так и люди артистических профессий и аристократы, более всего она напоминала клуб, в котором ценились хорошо организованные банкеты и элегантные стихотворные и музыкальные произведения, которые исполнялись во время ритуалов, иногда экспромтом. В 1810 году был опубликован сборник песен ложи на французском языке с нотами (композиторы Кавос и Боалдье), две песни из трёх были написаны В. Л. Пушкиным, третья — им же в соавторстве с актёром Дальмасом. В этих песнях Пушкин воспевал Отчизну, государя императора, масонские ценности и братскую дружбу. Одна из этих песен даже вышла за пределы масонского круга, распространилась по Петербургу и высоко была оценена Карамзиным. Масонская активность В. Л. Пушкина каким-то образом сопрягалась с его литературными манифестациями.
Ложа «Елизаветы к добротели», в которую Василий Львович перешёл в 1811 году, была скромнее, работала на русском языке, особо строго соблюдала ритуал и была требовательнее к нравственной дисциплине; примечательно, что антиобраз осуждаемого масонами человека совпадал с лирическим героем фривольной поэмы Пушкина «Опасный сосед», написанной в том же году. 14 июня 1811 года он был избран ритором («витией») ложи — как раз во время визита в Петербург с племянником Александром с целью определить его в Царскосельский лицей. В обязанности ритора входила подготовка будущих братьев к посвящению, разъяснение идеологии и символики и даже цензура речей других братьев, которые писались к тем или иным праздникам и мероприятиям.
До 1817 года Василий Пушкин мог принимать участие в масонских ритуалах только во время визитов в Петербург. В ноябре этого года члены ложи «Елизаветы к добротели» основали собственную ложу «Ищущих манны» в Москве, с ещё более строгим уставом и ритуалом, чем материнская. Все члены капитула имели рыцарское достоинство и входили в Капитул Феникса, причём Василий Пушкин числился там под № 25, что было выше, чем у остальных членов ложи «Ищущих манны». Главными интересами её членов было изучение и обсуждение мистических текстов. В. Л. Пушкин был избран секретарём ложи на учредительном собрании 2 декабря 1817 года. Интерес к делам ложи стал угасать у Василия Львовича к началу 1820-х годов, после закрытия лож в 1822 году никаких свидетельств о его масонской деятельности не существует.

### Литературная полемика 1810-х годов
1810-е годы — время расцвета Василия Пушкина-поэта. По словам Н. Михайловой:

Он по-прежнему сочинял стихи на случай, басни, эпиграммы, мадригалы, дружеские послания. Но прославился в это время полемическими посланиями, которые выдвинули его в первые ряды последователей Н. М. Карамзина. Более того, человек сугубо мирный, он оказался отважным борцом за просвещение, вкус, чистоту поэтического стиля, за новый литературный язык, который утверждали Н. М. Карамзин и писатели его школы в борьбе с А. С. Шишковым и его сторонниками.
Свои литературные декларации в спорах шишковистов и карамзинистов В. Л. Пушкин представил в виде стихотворных посланий «К В. А. Жуковскому» и «К Д. В. Дашкову». В этих произведениях заметно влияние «эпистол» А. П. Сумарокова «О русском языке» и «О стихотворстве». Оригинальна у Василия Пушкина убеждённая проповедь литературного карамзинизма в собственном понимании автора:
Скажи, любезный друг, какая прибыль в том,

Что часто я тружусь день целый над стихом?

Что Кондильяка я и Дюмарсе читаю,

Что логике учусь и ясным быть желаю?

Какая слава мне за тяжкие труды?

Лишь только всякий час себе я жду беды;

Стихомарателей здесь скопище упрямо.

Не ставлю я нигде ни семо, ни овамо;

Я, признаюсь, люблю Карамзина читать

И в слоге Дмитреву стараюсь подражать.
В одном контексте упоминаются архаизаторы-славянисты и теоретики французского классицизма — Кондильяк и грамматист Дюмарсе, чьи воззрения формировались на основе грамматики Пор-Рояля. Послание Пушкина вызвало бурную полемику и было отвергнуто редакцией «Вестника Европы»; опубликовано оно было в двенадцатой книжке журнала «Цветник» и было включено В. Жуковским в «Собрание русских стихотворений, взятых из сочинений лучших стихотворцев российских…». Чуть ранее, на годичном собрании Академии Российской 3 декабря 1810 года, А. С. Шишков обвинил В. Л. Пушкина в преклонении перед иноземным, приписал ему безверие и безнравственность и заявил, «что есть стихотворцы, которые научались благочестию в „Кандиде“, а благонравию и знаниям — в парижских переулках».
Обвинения, выдвинутые Шишковым, были слишком серьёзны, и летом 1811 года В. Л. Пушкин ответил вторым стихотворным посланием «К Д. В. Дашкову»:
Неу́жель оттого моя постраждет вера,

Что я подчас прочту две сцены из Вольтера?

Я христианином, конечно, быть могу,

Хотя французских книг в камине и не жгу.

В предубеждениях нет святости нимало:

Они мертвят наш ум и варварства начало.

Ученым быть не грех, но грех во тьме ходить.

Невежда может ли отечество любить?

Не тот к стране родной усердие питает,

Кто хвалит всё свое, чужое презирает…
Оба послания Василия Пушкина были опубликованы в 1811 году отдельной брошюрой, но ещё до публикации широко распространялись в списках. Однако главный его полемический шаг был ещё впереди.

#### «Опасный сосед»
Поэма «Опасный сосед» сразу же была воспринята как вершина творчества В. Пушкина. В её стихотворной ткани были полностью реализованы и авторские декларации, навеянные французскими классицистами. Поэма — с последовательным и плавно излагаемым сюжетом — написана александрийским стихом с парной рифмовкой. Сюжет «ироикомической поэмы» подчёркнуто снижен: лирический герой совершает поход в публичный дом, однако вместо ожидаемого грехопадения там происходит драка, из которой протагонист с величайшим трудом спасается и бежит к себе домой. В сюжете и деталях поэмы — множество отсылок к европейской и русской литературе. Даже зачин поэмы и основная сюжетная конструкция — аллюзия на «Обед по Буало»: в его третьей сатире речь шла о том, как литературный спор закончился дракой, и перепуганному рассказчику (от его лица велось повествование) пришлось бежать и давать клятву никогда не бывать на подобных сборищах. Из поэмы Буало «Налой» заимствована и такая деталь: обитательницы борделя дерутся книгами, запуская их как пушечные ядра. В круг чтения непотребных девок Пушкин включил не только произведения лубочной литературы, но и переделку немецкой оперы «Фея Дуная» А. А. Шаховского, драмы Коцебу «Гишпанцы в Перу, или Смерть Роллы. Романтическая трагедия в пяти действиях» и «Дева Солнца». Лично против Шишкова была обращена самая последняя строка поэмы, соотносящаяся с фрагментом послания «К Д. В. Дашкову». По законам риторики классицизма, ораторская речь должна завершаться «удовлетворительным окончанием», то есть последнее слово всегда очень значимо. При этом выпад против А. С. Шишкова носит эпиграмматический характер.
Поэму заключает откровенно пародийное — если не кощунственное — переложение Псалма Давидова. Первые две строки почти буквально повторяют слова псалмопевца, затем библейские заветы подменяются житейскими практическими советами: «блажен, стократ блажен» оказывается тот, кого «молодая подруга» «за нежный поцелуй» не наградила «бедою», то есть дурной болезнью; блажен тот, с кем не встречается опасный сосед Буянов, и т. д. По мнению Ю. Минералова, на замысел поэмы повлияла аналогичная по жанру поэма сумароковца В. И. Майкова «Елисей, или Раздражённый Вакх». Лирический герой Василия Пушкина унаследовал от него все основные черты характера и даже фамилию Буянов, но был повышен в социальном статусе — вместо майковского ямщика появился помещик, проживший своё имение. Буянов явно наделён чертами, которые много лет спустя проявились у гоголевского Ноздрёва. При этом В. Л. Пушкин выступил и в политическом ключе: лозунг Буянова «Все равны в борделе у б…» — не что иное, как пародирование лозунга Великой французской революции, провозгласившей свободу, равенство и братство. В поэме в борделе оказываются представители духовенства, купечества и дворянства. «Революционный» смысл лозунга Буянова был, по-видимому, воспринят первыми читателями «Опасного соседа».

### Визит в Петербург 1811—1812 годов
Летом 1811 года Василию Львовичу поручили племянника Александра с целью устроить его в Царскосельский лицей. 16 июля 1811 года они отправились в столицу в сопровождении А. Н. Ворожейкиной и камердинера Игнатия, дорога в собственном экипаже заняла 8 суток. Перед отъездом Василию Львовичу выдали 100 рублей «на орехи» племяннику, но он «забыл» их отдать (и, по-видимому, часть денег пошла в уплату долга перед масонским братством). По прибытии они остановились в гостинице «Бордо» на набережной Мойки, а далее перебрались в дом купца Кувшинникова близ Конюшенного моста. Василий Львович совмещал деловые визиты с хлопотами по устройству племянника. В частности, он возил его на приёмный экзамен в дом министра народного просвещения А. К. Разумовского, где в комиссию входили директор Департамента народного просвещения И. И. Мартынов и директор Лицея В. Ф. Малиновский. Племянник прожил с дядей до октября, и именно Василий Львович познакомил Александра с Иваном Пущиным; вместе они навещали И. И. Дмитриева и Д. В. Давыдова. В. Пушкин при чтении «Опасного соседа» пытался выставить Александра из комнаты, но тот возразил, что всё слышал и знает. В Москву Пушкин-старший убыл только в феврале 1812 года и ещё навещал племянника в Лицее.
Часть хлопот В. Л. Пушкина касалась издания «Опасного соседа». В Пушкинском доме хранится единственный уцелевший экземпляр первого печатного издания, в 2011 году факсимильно переизданный Н. Михайловой. Помимо текста поэмы на шести страницах за подписью «Пшкн», в брошюре были воспроизведены две эпиграммы П. С. Политковского и А. И. Тургенева. Место издания так и не установлено, это в равной степени могли быть и Москва, и Петербург. Не было и отзывов современников — надвигалась Отечественная война 1812 года.

### В эвакуации
Первые известия о вторжении Наполеона достигли Москвы 20 июня 1812 года. В воспоминаниях А. Г. Хомутовой упоминалось, что Василий Львович Пушкин «впервые при разговоре о Наполеоне… не решился рассказать, как имел счастие представляться ему. В обществе господствовала робкая, но глухая тревога; все разговоры вращались около войны». Однако отношение Пушкина к ростопчинским воззваниям осталось неизвестным. Ещё до начала Бородинского сражения он эвакуировался со всеми домочадцами в Нижний Новгород. Зиму он провёл в перенаселённом городе, сняв избу на окраине, и жаловался в письме К. Н. Батюшкову от 20 мая 1813 года, что только на лекарства издержал к тому времени более 800 рублей. Впрочем, в одном из частных писем К. Батюшков вспоминал, что в декабре 1812 года «…Василий Львович, забыв утрату книг, стихов и белья, забыв о Наполеоне, гордящемся на стенах древнего Кремля, отпускал каламбуры, достойные лучших времён французской монархии, и спорил до слёз с Муравьевым о преимуществе французской словесности». Далее он «выдрался» в Болдино, в котором провёл всё лето и осень 1813 года (до октября), но письмо Вяземскому от 18 ноября было отправлено уже из города. Пушкин написал патриотическое послание «К жителям Нижнего Новгорода», которое пользовалось известностью и расходилось в списках. Впервые оно было опубликовано на страницах «Сына Отечества» в 1813 году, в 1814 году увидело свет в «Собрании стихотворений, относящихся к незабвенному 1812 году». В 1815 году в 16-м номере «Вестника Европы» под названием «Слова к музыке» были опубликованы три первые строфы этого произведения с приложением нот, а в следующем номере текст был опубликован целиком. Вошло оно и в издание «Стихотворений Василия Пушкина» 1822 года. В. Л. Пушкин писал также басни, эпиграммы и сочинил на заданные слова повесть «Любовь первого возраста». В Нижнем Новгороде в эти дни находился и Н. М. Карамзин, продолжавший работу над «Историей государства Российского», а также Н. Н. Бантыш-Каменский, сопровождавший в эвакуации архив. В декабре 1813 года Василий Львович возвратился в Москву.

## Василий Пушкин и «Арзамас»
Ничего не известно о реакции В. Л. Пушкина на московское разорение и действиях, которые он предпринял для восстановления дома. К весне 1814 года возобновилась светская жизнь; 19 мая московское дворянство по подписке организовало грандиозный праздник в доме Дмитрия Марковича Полторацкого за Калужскими воротами. По подписке было собрано 25 000 рублей; Василий Пушкин внёс 350 — сумму, весьма для него значительную. Во время празднеств исполнялись его панегирические стихи, посвящённые императору Александру и положенные на музыку Морини и И. И. Рейнгартом. Описание празднеств — устроенных и для народа — было сделано В. Пушкиным на французском языке в Петербурге в 45-м номере газеты «Le Concervateur impartial». В той же газете увидели свет французские куплеты, посвящённые взятию Парижа в 1814 году. По мнению Н. Михайловой, это единственное французское стихотворение русского автора, созданное в связи с победой над Наполеоном (Перевод Н. Муромской):
Месье! И мы теперь в Париже.

Известна россиянам честь.

У нас вы были. Ныне мы же

С визитом к вам. У вас мы здесь.
Куплеты Пушкина читали и в русской армии, расквартированной в столице Франции. К. Н. Батюшков, будучи участником Заграничного похода, в письме Е. Г. Пушкиной отказался Париж описывать: «…я вам ни слова не скажу о Париже. Василий Львович вам это всё рассказал и лучше и пространнее моего во время нашей эмиграции или бегства».
В 1815 году возникли условия объединения последователей Н. М. Карамзина в литературное общество. 23 сентября (5 октября) 1815 года прошла премьера пьесы драматурга и члена шишковской «Беседы» А. А. Шаховского «Урок кокеткам, или Липецкие воды», которая являлась сатирой на литераторов-романтиков в целом и лично В. А. Жуковского в частности. Положительные персонажи были представлены патриотами, а сторонники иностранных и модных течений показаны в негативном ключе. Также в некоторых персонажах угадывались С. С. Уваров и В. Л. Пушкин (в пьесе прямо цитировался «Опасный сосед»). Комедия вызвала негативную реакцию присутствовавших карамзинистов и спровоцировала их на открытое противостояние «беседчикам». Самого Василия Львовича на петербургской премьере не было, он жил, как обычно, в Москве. Д. В. Дашков и П. А. Вяземский после премьеры опубликовали свои статьи в адрес Шаховского, а тексты и эпиграммы от того же Дашкова и Д. Н. Блудова, из-за их язвительности не годящиеся к печати, до автора «Липецких вод» доносил Ф. Ф. Вигель, чтобы ему отомстить. Конфликт вокруг пьесы послужил началом открытой полемики архаистов и новаторов, а также толчком к созданию карамзинистами своего общества.
Кружок, названный «Арзамасским обществом безвестных людей», собрался 14 (26) октября 1815 года в доме Уварова. Присутствовали шесть человек: Жуковский, Блудов, Уваров, Дашков, А. И. Тургенев и С. П. Жихарев. Они отказались от общения с членами «Беседы» и Русской Академии, приняв шуточное «крещение», после которого каждый получил прозвища, взятые из баллад Жуковского. На следующих собраниях в кружок были приняты П. И. Полетика, Д. П. Северин и А. Ф. Воейков. В знак уважения почётным членом кружка сделали и самого Карамзина. На встречах бывал и учившийся в то время в лицее А. С. Пушкин. В том же году он впервые провозгласил себя «арзамасцем» — так, например, он и подписывается в послании Жуковскому. Однако рассмотрение его кандидатуры и официальное принятие в кружок произошли позднее.
Прозвища участников «Арзамаса» брались из осмеянных А. А. Шаховским баллад В. А. Жуковского: С. С. Уваров — Старушка, Д. Н. Блудов — Кассандра, Д. В. Дашков — Чу, Ф. Ф. Вигель — Ивиков Журавль, С. П. Жихарев — Громобой, Д. П. Северин — Резвый Кот, А. И. Тургенев — Эолова Арфа, П. А. Вяземский — Асмодей, К. Н. Батюшков — Ахилл, А. С. Пушкин — Сверчок, Д. В. Давыдов — Армянин, А. Ф. Воейков — Дымная Печурка или Две Огромные Руки, сам В. А. Жуковский — Светлана. В октябре 1815 года членство было предложено и В. Л. Пушкину, причём В. А. Жуковский предложил ему имя «Пустынник». Самому Василию Львовичу прозвище не понравилось, и он переименовался в указательную частицу «Вот», широко используемую в поэзии Жуковского.
Подготовка к посвящению Василия Пушкина началась 3 февраля 1816 года — сразу после прибытия в Петербург Н. М. Карамзина и П. А. Вяземского. Было решено устроить грандиозный розыгрыш с возведением его в Гении Арзамаса, причём явно отсылающий к масонским ритуалам, знакомым Ф. Ф. Вигелю, который был членом ложи Елизаветы. Церемония состоялась в начале марта на VIII ординарном собрании дома у Уварова. Василия Львовича одели в хитон, обшитый раковинами, надели широкополую шляпу и выдали посох. Затем его с завязанными глазами повели в комнату, где остальные арзамасцы пускали ему под ноги хлопушки. Под речь Жуковского его закидали шубами, после чего повели в другой зал и сняли повязку. Там Пушкину предстояло пронзить стрелой чучело, олицетворявшее Шишкова. В ходе церемонии он также поцеловал лиру и сову, принял из рук Дашкова гуся и произвёл омовение из таза с водой. Каждый элемент ритуала имел символический смысл и сопровождался речью одного из арзамасцев. По И. Ю. Виницкому, смысл шутовского ритуала был совершенно ясен: ритор-Пушкин долгое время рядил в масонские шуты других — «угодно ль на себе примерить?» Среди отсылок к масонским ритуалам были хитон с раковинами, соответствующий мантии кандидата, и «вервий союза», который пародировал золотую ветвь Шотландского обряда, символизирующую единодушие и единомыслие собравшихся братьев. Все прочие детали тоже имели соответствие в масонских ритуалах того времени. Важно в контексте и то, что Пушкина убедили, что собираемое общество есть «род литературного масонства». По И. Виницкому, это соответствовало действительности: объектом арзамасской пародии была литературная междоусобица, столкновение двух «сект». Получилась литературная имитация «царственного процесса», подобно тому, как шахматы являются проекцией настоящей войны.
Арзамасский розыгрыш никак не отразился на масонской деятельности В. Л. Пушкина, причём иногда ему приходилось разрываться между ложей и «Арзамасом». 15 марта 1816 года — то есть примерно через две недели после посвящения — должно было состояться X ординарное собрание. Поскольку Василия Пушкина на нём не было, на него наложили епитимью (явный намёк на обстоятельства его биографии) и разжаловали из «Вота» в «Плевалкина». Однако Василий Львович всё-таки успел к самому концу заседания, после чего его немедленно простили и даже избрали старостой, «с приобщением к его титулу двух односложных слов я и в а с, так что он вперёд будет именоваться Староста Вот я Вас!». В тот день он на заседании Директориальной ложи Владимира праздновал день восшествия на престол Всеавгустейшего Монарха, более того, — произнёс приличествующую случаю речь и завершил её молитвой.
В мае 1816 года В. Л. Пушкин серьёзно отнёсся к другому розыгрышу и послал в «Арзамас» плохие стихи «с дороги», после чего был в очередной раз подвергнут епитимье и переименован в «Вотрушку». В ответ он написал одно из лучших своих стихотворений:
Я грешен. Видно, мне кибитка не Парнас;

Но строг, несправедлив ученый Арзамас,

И бедные стихи, плод шутки и дороги,

По мненью моему, не стоили тревоги.

Просодии в них нет, нет вкуса — виноват!

Но вы передо мной виновные стократ.

Разбор, поверьте мне, столь едкий, не услуга:

Я слух ваш оскорбил — вы оскорбили друга.
На очередном заседании в Царском селе В. Л. Пушкин был прощён и награждён именем «Вот я вас опять».
Василий Львович принял определённое участие в «арзамасской» судьбе своего племянника — Александра. Когда он узнал в Москве о успехе Александра на переводных экзаменах 1815 года и получил рукопись «Воспоминаний в Царском Селе», то поспешил познакомить с ней В. А. Жуковского. Лицейские стихотворения Александра Пушкина «Гроб Анакреона», «На возвращение Государя Императора из Парижа в 1815 году» В. Л. Пушкин читал на заседаниях Общества любителей российской словесности в зале Университетского благородного пансиона. Исполнение дядюшкой стихов племянника способствовало росту популярности поэта-лицеиста среди московской публики. Стремительный рост поэтического гения А. С. Пушкина давал повод к дружеским шуткам: которого из двух Пушкиных считать на Парнасе дядей, а которого племянником?

## Последние годы
С 1818 года здоровье Василия Львовича постепенно стало ухудшаться — открылась подагра. Тем не менее, когда позволяло его состояние, он вёл привычный образ жизни. Важными свидетельствами жизни Василия Львовича и московского высшего света стали его письма, отправляемые П. А. Вяземскому между 1818 и 1821 годом. Пушкин был приглашён на бал в Благородном собрании 8 июня 1818 года, дававшийся в честь как рождения наследника — будущего Александра II, так и визита в Первопрестольную прусского короля Фридриха-Вильгельма III. Судя по переписке, в эти годы главным увлечением Василия Львовича был театр, причём не только сами представления, но и техническая сторона дела, включая ремонт здания. Во время гастролей певицы Каталани Пушкин преподнёс ей французский катрен. Василий Львович, как и Алексей Михайлович Пушкин, активно участвовал в домашних постановках. Например, по случаю дня рождения П. А. Вяземского в Остафьево 24 июля 1822 года был устроен большой праздник, на котором В. Л. и А. М. Пушкины играли во французской комедии «Портной Руссо».

### Первое собрание стихотворений
В начале 1820-х годов В. Л. Пушкин начал работу по изданию собрания своих стихотворений. Собственно, идея такого сборника возникла ещё в 1812 году, во время нижегородского общения с Н. М. Карамзиным, но Василий Львович всегда был тяжёл на подъём. Тем не менее, первичная рукопись сборника была готова к 1818 году. Он принял решение печатать рукопись в Петербурге; безденежье задержало публикацию ещё на три года. С 1821 года изданием в Петербурге стал заниматься А. И. Тургенев. П. А. Вяземский в ноябре 1821 года опубликовал в «Сыне Отечества» (№ 46) статью «Об издании стихотворений В. Л. Пушкина», которая должна была подогреть интерес публики к изданию — была объявлена подписка по 10 рублей ассигнациями за экземпляр. Вяземский характеризовал Василия Пушкина как одного из «тех поклонников муз, которых стихотворные занятия сделались вместе и лучшим наслаждением их жизни и неоспоримым правом на благосклонность и уважение просвещённых соотечественников». Проволочки Тургенева вызвали конфликт и с Вяземским, и с Пушкиным. Книга вышла в свет в ноябре 1822 года.
Люблю я многое, конечно,

Люблю с друзьями я шутить,

Люблю любить я их сердечно,

Люблю шампанское я пить,

Люблю читать мои посланья,

Люблю я слушать и других,

Люблю веселые собранья,

Люблю красавиц молодых.

Над ближним не люблю смеяться,

Невежд я не люблю хвалить,

Славянофилам удивляться,

К вельможам на поклон ходить.

<…>

Люблю по моде одеваться

И в обществах приятных быть.

Люблю любезным я казаться,

Расина наизусть твердить.

Люблю Державина творенья,

Люблю я «Модную жену»,

Люблю для сердца утешенья

Хвалу я петь Карамзину.
Сборник автором был разделён на три части. Первую составляли стихотворные послания, и первым было помещено «К В. А. Жуковскому» — как первый карамзинистский манифест и литературная декларация В. Л. Пушкина. Вошло туда и послание к арзамасцам, но послание «К Д. В. Дашкову» не было пропущено цензурой. Несколько посланий вообще впервые увидели свет в печатном виде; среди них послание «К графу Ф. И. Толстому», в котором Василий Львович выражает сожаление о том, что подагра не позволила принять ему приглашение на обед к приятелю. Вторую часть сборника составили 24 басни, в свою очередь, подразделённые на две книги. В большинстве своём — это переводы Лафонтена, Флориана и иных французских авторов. Завершающий раздел был озаглавлен «Смесь». Здесь соединились патриотическое послание «К жителям Нижнего Новгорода», сатира «Вечер», стихотворение «Суйда», в котором воспевались прелести сельского уединения. Здесь же были помещены элегии, песни, романсы, эпиграммы, мадригалы, стихи в альбом, подражания, буриме. На этом фоне выделялся простодушный автопортрет «Люблю и не люблю».
Первое собрание сочинений Василия Пушкина завершалось буриме «Рассуждение о жизни, смерти и любви», некогда представленным М. М. Хераскову и впервые опубликованным В. А. Жуковским. Первые отзывы, вышедшие в московских и петербургских изданиях в 1822—1823 годах, были практически целиком положительными, особое место в них уделялось вкладу автора в развитие русского языка. Литературные достоинства поэзии Василия Пушкина, по словам Н. Михайловой, признавали даже его идейные противники. Параллельно разворачивались споры вокруг творений А. С. Пушкина — уже вышли в свет «Руслан и Людмила» и «Кавказский пленник».

### Дядя и племянник Пушкины
Сохранившиеся свидетельства показывают, что Василий Пушкин был в курсе всех дел Александра (включая ссору с отцом) и участвовал в литературной полемике вокруг его стихов. В 1824 году его навестил И. И. Пущин; не исключено, что и Василий Львович хлопотал о возвращении племянника из михайловской ссылки. В 1828 году Василий Пушкин перевёл «Чёрную шаль» Александра Пушкина на французский язык; перевод не понравился Сергею Пушкину. Василий Львович писал Вяземскому, что стремился сохранить «колорит оригинала». Вместе с тем переводчик усилил восточные мотивы — дал гречанке имя (Атенаис), армянина заменил персиянином и добавил многочисленные подробности — упоминались слёзы, которыми была омыта чёрная шаль, тёмная ночь, пособница злодейства и так далее. Перевод был напечатан в первом номере «Bulletin du Nord»; о реакции самого Александра Сергеевича ничего не известно.
Судя по переписке Пушкина-племянника и Вяземского от 1821—1822 годов, литературные (да и личные) отношения родственников не складывались гладко. Александр Сергеевич резко отозвался о собрании стихов Василия Львовича, при том, что в провинции племяннику зачастую приписывали сочинения дяди, включая «Опасного соседа», что сильно его раздражало. В печатном виде авторство «Буянова» Александр Сергеевич отведёт в пятой главе «Евгения Онегина». В 1825 году через П. А. Вяземского Александр Сергеевич то ли в шутку, то ли всерьёз потребовал от дяди вернуть 100 рублей, взятых в 1811 году при переезде из Москвы в Петербург. 8 сентября 1826 года А. С. Пушкин из Михайловского был возвращён в Москву. После часовой аудиенции у императора он отправился в дом Василия Львовича на Старую Басманную — к тому времени они не виделись около 10 лет. Никаких непосредственных свидетельств их общения не сохранилось, остановился Александр Сергеевич в доме Ф. А. Соболевского.

### «Капитан Храбров». Кончина
Ко времени возвращения А. С. Пушкина из ссылки Василию Львовичу исполнилось 60 лет. Подагра не ослабевала, временами отказывала правая рука. В письмах Вяземскому и дочери Маргарите всё чаще упоминалось, что из-за хворей он не может участвовать в театральных премьерах и светских раутах, как прежде. Главной его заботой было придание законного статуса своим детям — Маргарите и Льву, за которых он просил похлопотать Вяземского ещё в 1818 году, но в этом отношении ничего добиться не удалось. 17 мая 1827 года В. Л. Пушкин составил завещание, в котором всё его движимое и недвижимое имущество передавалось А. Н. Ворожейкиной — якобы в счёт займа, взятого без процентов и без документального оформления. 19 января 1829 года он подал объявление о продаже Болдинского имения (540 тягловых душ по данным ревизии, с рассрочкой долгов на 24 года); впрочем, продажа не удалась. Пытался он избавиться и от калужского имения, доставшегося от тётки — Варвары Чичериной. В письме Вяземскому от 11 июня 1829 года Василий Львович упоминал, что хотел бы получить за Болдино не менее 230 тысяч рублей, учитывая его доходность — в указанный год, несмотря на падение хлебных цен, он получил с имения 20 тысяч.
Несмотря на болезни и деловые невзгоды, В. Л. Пушкин продолжал активно писать как светские и салонные стихи, так и серьёзные послания. В последний год жизни он отправил два поэтических послания — племяннику (в этом послании затрагивались самые серьёзные литературные вопросы того времени) — и В. А. Жуковскому. Во втором послании А. С. Пушкину Василий Львович в последний раз подтвердил своё неприятие романтизма и верность классицизму, но одновременно говорил и что ему нравится «всё, что умно, красноречиво, // Всё, что написано с душой». О том же говорилось и в прозаических «Замечаниях о людях и обществе». Последним значительным произведением В. Л. Пушкина стала повесть в стихах — поэма «Капитан Храбров». Она осталась незаконченной — первая глава была опубликована в 1829 году в альманахе «Подснежник», вторая — в «Северных цветах на 1829 год», третья и четвёртая появились в 1830 году в альманахах «Радуга» и «Денница». По некоторым свидетельствам, Василий Львович хотел окончить свою повесть шестой главой. Поэма имела сюжет, демонстрирующий возможности Пушкина-рассказчика. Во многих деталях была очевидна перекличка с «Евгением Онегиным» — и в определении жанра (повесть в стихах), и в использовании «говорящих» фамилий. Если А. С. Пушкин привёл в гости к Лариным Буянова, то в повести В. Л. Пушкина жена капитана-исправника упомянула Татьяну Ларину. «Капитан Храбров» написан тем же размером, что и «Евгений Онегин», — четырёхстопным ямбом с разнообразной рифмовкой, использованы и те же приёмы — лирические отступления и реминисценции на произведения современников, в частности Жуковского.
Когда состояние здоровья не позволило Василию Львовичу более бывать в свете, он стал принимать литературных гостей у себя дома, отдавая предпочтение молодому поколению. Любил он также читать свои собственные сочинения разных лет; по одному из отзывов, «талант его поюнел». В доме на Басманной бывали Д. Веневитинов, А. А. Дельвиг, А. С. Грибоедов и А. Мицкевич. В мае и в двадцатых числах сентября 1829 года на Старой Басманной вновь побывал и А. С. Пушкин, который рассказывал ещё не написанное «Путешествие в Арзрум». Последним сочинением Василия Львовича стало послание к племяннику в связи с полемикой вокруг его стихотворения «Послание к К. Н. Б. Ю***». 20 сентября 1830 года, в среду, Василий Львович тихо скончался во время соборования. При его последнем часе присутствовали А. С. Пушкин, П. А. Вяземский и всё семейство Сонцовых. Все хлопоты и расходы по погребению взял на себя Александр Сергеевич; похороны на кладбище Донского монастыря обошлись ему в 620 рублей. Надпись на могиле была и последним свидетельством масонских интересов покойного: «Душа его теперь покойна и радостна, ибо получив отпущение вины своей, освобождение от наказания и владычества греха». На похоронах присутствовал П. Курбатов, в доме которого собирались подпольно московские масоны.
Некрологи опубликовали «Литературная газета», «Московские ведомости», «Дамский журнал», «Галатея». А. С. Пушкин и бывшие тогда в Петербурге арзамасцы почтили первую годовщину его кончины «вотрушками, в кои воткнуто было по лавровому листу», приличествующую случаю речь произнёс В. А. Жуковский.

## В. Л. Пушкин — библиофил
Свидетельством культурных интересов Василия Львовича Пушкина стало собирание библиотеки. Он был известен как библиофил среди современников, но когда именно он начал собирать книги — неизвестно. Обширное книжное собрание он приобрёл во время заграничного путешествия 1803—1804 годов, причём многие книги, доставшиеся ему, принадлежали до Великой французской революции королевской и другим богатым библиотекам. Собрание оказалось столь ценным, что ему завидовал даже граф Д. П. Бутурлин. И. И. Дмитриев в своей стихотворной шутке «Путешествие NN в Париж и Лондон» так писал о книгах, собранных В. Л. Пушкиным за границей:
Какой прекрасный выбор книг!

Считайте — я скажу вам вмиг:

Бюффон, Руссо, Мабли, Корнилий,

Гомер, Плутарх, Тацит, Виргилий,

Весь Шакеспир, весь Поп и Гюм;

Журналы Аддисона, Стиля…

И все Дидота, Баскервиля!

Европы целой со́брал ум!
Василий Львович гордился своей библиотекой и тяжело переживал её потерю: будучи брошена в Москве, она сгорела в великом пожаре 1812 года. Вернувшись в Москву и несколько наладив благосостояние, он начал и восстановление библиотеки. Собирание книг занимает немалое место в переписке В. Пушкина с П. А. Вяземским: письма в Варшаву полны просьб прислать книги от варшавских книготорговцев или выписать их из Парижа. Его интересовали, судя по всему, беллетристика, исторические и политические сочинения. В библиотеке его были и книги его друзей, он ценил «Историю государства Российского» Карамзина и даже перечитывал её несколько раз, судя по пометам на сохранившемся экземпляре. О его отношении к книгам свидетельствует переписка с тем же Вяземским, который просил Пушкина вернуть его издание стихов Виктора Гюго, которое отдал кому-то почитать и потерял. Характерен ответ Василия Львовича:

Твой Victor Hugo не отыскивается. Декамп говорит, что ему сам Victor Hugo подарил свои стихотворения. Баратынский уверяет, что он у тебя их не брал, что их у него нет. Я нахожу, что ты слишком тароват на книги, даёшь их читать кому ни попало, и они пропадают. Я спрошу Полевого, не он ли взял твоего Victor Hugo. Если я его отыщу, непременно отдам Демиду и тебе доставлю.
Книга в итоге пропала бесследно. Сам Василий Львович книги также одалживал, но всегда напоминал о своевременном возвращении. Сохранилось письмо, адресованное М. П. Погодину, который брал у Пушкина подражание «Отелло» Дюсиса; в послании говорилось: «возвратите мне мою книгу поскорее». Свидетельство о библиотеке В. Пушкина по состоянию на 1829 год оставил А. А. Кононов в своих записках. Он находил, что библиотека «худо размещена по тесноте дома», из-за чего книги были составлены в шкафах в три ряда и желаемое можно было отыскать с большим трудом. П. В. Анненков даже приводил легенду, что в свой последний час Василий Львович с трудом добрался до книжного шкафа, извлёк издание песен Беранже, которого очень любил, и так и умер с книгой в руках.

## Наследие. Оценки. Память
В. Л. Пушкин в основном оценивается в литературоведении как второразрядный русский поэт. Наследие его оставалось востребованным: в 1855 году в Лейпциге увидело свет издание «Опасного соседа», его поэтические и стихотворные сочинения были переизданы в 1855 и 1893 годах. В России «Опасный сосед» увидел свет в 1913, 1918 и 1922 годах. В первой половине XX века Василию Пушкину могли отказывать во всякой литературной ценности. Даже в учебном пособии Ю. И. Минералова, увидевшем свет в 2007 году, он характеризовался как «поэт-дилетант». В фундаментальной «Истории русской литературы» АН СССР В. Л. Пушкин был представлен как ученик и последователь И. И. Дмитриева и одновременно связующее звено между старшим и младшим поколением карамзинистов. Показано также, что современники ценили в стихотворениях В. Л. Пушкина мастерство словесной отделки. Вместе с тем Е. Н. Купреянова характеризовала его творения как «поэтические мелочи», утверждая, что их ценность заключалась в роли первого выступления в связи с борьбой карамзинистов с шишковистами.
В статье к изданию произведений поэтов 1790—1810-х годов (в большой серии «Библиотеки поэта») Ю. М. Лотман подробно раскрыл особенности поэтики В. Л. Пушкина и его творчества вообще. Признавая «среднее дарование» Василия Пушкина, Ю. Лотман отметил, что именно он и его коллеги (включая Дмитриева и Милонова) определяли лицо карамзинизма.

Идеал лёгкой для восприятия, правильной, незатруднительной поэзии, построенной не на нарушении литературных норм, а на виртуозном владении ими, не мог создать эффектного, поражающего, яркого стиля. Соединение несоединимого — например ритмических интонаций одного жанра и тематики другого — воспринималось как свидетельство плохого вкуса. Пуризм становился нормой литературного вкуса, а внимание критика сосредоточивалось на мелких и мельчайших оттенках. Более точное выражение воспринималось как глубокая мысль; незначительное отклонение, подводящее к грани нормы, — как литературная смелость.
Своеобразие личности В. Л. Пушкина (как показал это Г. А. Гуковский) являлось для современников ключом, в котором происходило истолкование текстов. По Ю. Лотману, поэзия Василия Пушкина — как и его современников — отчётливо членилась на две части. Предназначенное для печати отличалось тяготением к нормативности, ориентацией на стиль и вкусы, господствовавшие во французской поэзии в предреволюционную эпоху. Примером являлись поэтические послания, выдержанные в высоком стиле; если в такое послание вносились социально-обличительные, сатирические или литературно полемические мотивы, им придавался благородный и обобщённый характер. Послание было излюбленной формой В. Пушкина и А. Воейкова из-за неопределённости его положения в жанровой системе классицизма, что делало его нейтральной формой выражения. Однако это был лишь «верхний этаж» творчества, который обязательно соотносился с непредназначенными для печати текстами. Корпус последних не включался в официальное творчество поэта, его не упоминали критики (введение в текст «Евгения Онегина» Буянова было сознательным нарушением этого неписаного, но твёрдо соблюдавшегося поэтического ритуала). При этом непечатные тексты пользовались широкой известностью и в глазах современников являлись выражением подлинной индивидуальности поэта. В результате в дальнейшем, когда эта иерархия была забыта и утрачена память о поэтической среде начала XIX века, литературоведы произвели переоценку ценностей. Поскольку эта последняя строилась на основе наиболее известных произведений, для характеристики В. Л. Пушкина важнейшим стал «Опасный сосед», тем более, что подобные тексты укладывались в господствующую литературную норму. Ю. Лотман отмечал, что «с точки зрения такой „системы“ наиболее системное для самих поэтов и их современников вычёркивалось как „случайное“ и непоказательное».
Творчество поэта для современников В. Пушкина было неотделимо от салона, быта, аудитории и не мыслилось только как сумма печатных текстов. Оборотной стороной этого явления стал дилетантизм. По мнению Ю. М. Лотмана, для литературного облика В. Пушкина характерны дилетантские стихи, слитые с бытом (но без них не существовало и стиховой культуры Александра Пушкина и Жуковского). «У этих стихов была своя поэтика — поэтика плохих стихов, соблюдение которой было столь же обязательно, как и высоких норм для серьёзной лирики. Она сохраняла наивность поэтической техники середины XVIII века, подразумевала неожиданные и неоправданные отклонения от темы, продиктованные необходимостью преодолеть трудности, связанные с техникой рифмы. Рифма диктует ход повествования, давая ему порой неожиданные повороты. Техника стиха в этом случае приближается к сочинению на заданные рифмы». Бурная реакция на послание в «Арзамас», повлёкшая за собой разжалованье Василия Пушкина, была вызвана употреблением «площадного стиха»: стихотворение было признано «плохим не по правилам». Наивность проникала и в «высокую» поэзию В. Л. Пушкина, уже в качестве внесистемного элемента, придавая стихам связь с личностью поэта.
Много лет изучению наследия В. Л. Пушкина посвятила Н. И. Михайлова, выпустившая в 1983, 2005 и 2012 годах монографические исследования, посвящённые поэту и его кругу. Последнее увидело свет в серии «ЖЗЛ». Под редакцией Михайловой в 1989, 2005 и 2013 годах выходили собрания поэзии и прозы В. Л. Пушкина.
В 2013 году дом, который некогда арендовал В. Л. Пушкин (Старая Басманная, 36), чудом уцелевший во всех перипетиях московской истории, был отреставрирован и превращён в его дом-музей. Музей характеризует Москву того времени и круг общения В. Л. Пушкина. Из вещей, принадлежавших самому В. Л. Пушкину, в экспозиции представлены несколько его книг и рукописей, в том числе автограф стихотворения «К Нижегородским жителям» и несколько книг, вывезенных из Европы.
Об увеличении интереса к наследию поэта свидетельствует и конференция «Чувствительность в литературе, искусстве, культуре в конце XVIII — первой трети XIX века», проведённая в 2016 году совместно Институтом мировой литературы, Пушкинским домом (ИРЛИ), музеем-усадьбой Остафьево. Были представлены 42 доклада из России, Эстонии, Японии, Черногории, Болгарии, значительная часть которых посвящалась Карамзину и В. Пушкину.

## Издания сочинений
- Стихотворения Василия Пушкина. — Санктпетербург : в тип. Департамента народнаго просвещения, 1822. — 195 с.
- Пушкин В. Л. Сочинения: С биогр. очерком и примеч / Изд. под ред. В. И. Саитова. — СПб. : Евг. Евдокимов, 1893. — XXI, 158 с.
- Василий Львович Пушкин // Поэты 1790-1810-х годов / Вст. статья и сост. Ю. М. Лотмана; Подг. текста М. Г. Альтшуллера. — Л. : Советский писатель, 1971. — С. 651—702.